# Maik Landsmann
Maik Landsmann, född den 25 oktober 1967 i Erfurt, Tyskland, är en östtysk tävlingscyklist som tog OS-guld i lagtempoloppet vid olympiska sommarspelen 1988 i Seoul. 